# بنکی صدرالدین
بنکی صدرالدین، روستایی است از توابع بخش مرکزی شهرستان گناوه استان بوشهر ایران.

## جمعیت
این روستا در دهستان حیات داوود قرار دارد و بر اساس سرشماری سال ۱۳۹۵ آمار رسمی جمعیت آن ۱۰ نفر می‌باشد. اهالی این منطقه لُرتبار بوده و به زبان لری صحبت میکنند.